# Michael Hofmann (Regisseur)

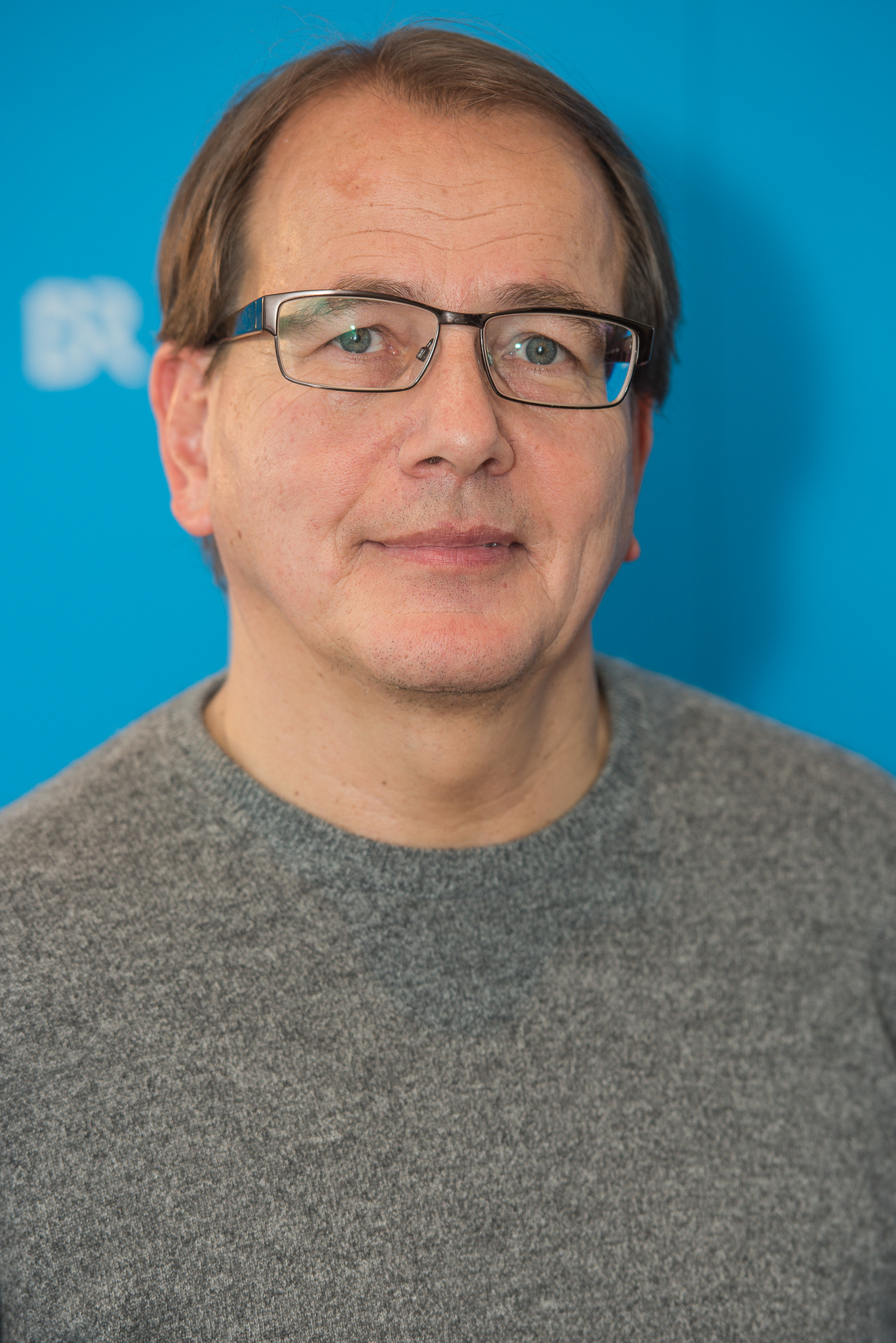
Michael Hofmann – 2016

Michael Hofmann (* 1961 in Frankfurt am Main) ist ein deutscher Filmregisseur und Drehbuchautor.

## Leben
Nach längeren Aufenthalten in Italien, England und im Senegal war Michael Hofmann von 1985 bis 1987 Gaststudent an der Pariser Filmhochschule La fémis. Anschließend drehte er bis 1991 Werbespots für Fernsehen und Kino. 1994 erhielt er ein Stipendium für die Drehbuchwerkstatt München. Er ist Mitglied der Deutschen Filmakademie und lebt mit seiner Familie in Berlin.

## Filmografie
- 1998: Der Strand von Trouville (Drehbuch, Regie)
- 2002: Sophiiiie! (Drehbuch, Regie, Co-Produzent)
- 2006: Eden (Drehbuch, Regie, Co-Produzent)
- 2009 Mein Leben: Eckart Witzigmann, Dokumentarfilm (Drehbuch, Regie)
- 2016: Seit du da bist (Drehbuch, Regie)
- 2019: Nimm Du ihn (Drehbuch, Regie)
- 2022: Die Glücksspieler (Drehbuch, Regie)

## Auszeichnungen
- 2002: Nominierung für den Goldenen Leoparden für Sophiiiie!
- 2002: Förderpreis Deutscher Film in der Kategorie Beste Regie für Sophiiiie!
- 2002 Mediawave Award „Best Director“ für Sophiiiie!
- 2006 Audience Award Filmfest Rotterdam für Eden
- 2006 Lion Award Filmfest Rotterdam für Eden
- 2006 Grand Prix Eurasia Filmfestival, Almaty, Kasachstan für Eden
- 2007 Audience Award Filmfest Pesaro, Italien für Eden
- 2007 Audience Award Filmfestival Port Townsend, USA für Eden